# European Racquetball Federation
De European Racquetball Federation (ERF) is een organisatie ter promotie van de sport racquetball in Europa. De ERF werd opgericht op 27 juni 1985 in Zoetermeer. Elke twee jaar organiseert de ERF de Europese Kampioenschappen Racquetball, en jaarlijks de European Racquetball Tour. 

## Lijst van leden
| Land      | Bond                                | Website                                                                        |
| --------- | ----------------------------------- | ------------------------------------------------------------------------------ |
| België    | Belgian Racquetball Federation      | http://www.raquetball.be/                                                      |
| Catalonië | Federació Catalana de Raquetbol     | https://web.archive.org/web/20101003174133/http://www.raquetbol.cat/           |
| Frankrijk | Fédération Française de Racquetball | https://web.archive.org/web/20161002115613/http://france-racquetball.org/      |
| Duitsland | Deutscher Racquetball Verband       | http://www.racquetball.de/                                                     |
| Ierland   | Racquetball Association of Ireland  | https://web.archive.org/web/20160829034736/http://www.racquetball-ireland.com/ |
| Italië    | Associazione Racquetball Italia     | https://web.archive.org/web/20110722050602/http://www.racquetballitalia.it/    |
| Nederland | Nederlandse Racquetball Associatie  | https://www.racquetball.nl/                                                    |
| Polen     | Polska Racquetball                  |                                                                                |
| Zweden    | Swedish Racquetball Federation      | https://web.archive.org/web/20090413143250/http://www.racquetball.se/          |
| Turkije   | Racquetball Turkey                  |                                                                                |